# Braunschweiger Turn- und Sportverein Eintracht von 1895 1977-1978
Questa voce raccoglie le informazioni riguardanti il Braunschweiger Turn- und Sportverein Eintracht von 1895 nelle competizioni ufficiali della stagione 1977-1978.

## Stagione
Nella stagione 1977-1978 l'Eintracht Braunschweig, allenato da Branko Zebec, concluse il campionato di Bundesliga al 13º posto. In Coppa di Germania l'Eintracht Braunschweig fu eliminato agli ottavi di finale dal Fortuna Düsseldorf. In Coppa UEFA l'Eintracht Braunschweig fu eliminato agli ottavi di finale dal PSV.

## Rosa
| N. |                     | Ruolo | Calciatore           |
| -- | ------------------- | ----- | -------------------- |
|    | Germania (bandiera) | P     | Bernd Franke         |
|    | Germania (bandiera) | P     | Uwe Hain             |
|    | Svezia (bandiera)   | D     | Hasse Borg           |
|    | Germania (bandiera) | D     | Wolfgang Grobe       |
|    | Germania (bandiera) | D     | Wolfgang Grzyb       |
|    | Germania (bandiera) | D     | Friedhelm Haebermann |
|    | Germania (bandiera) | D     | Reiner Hollmann      |
|    | Germania (bandiera) | D     | Franz Merkhoffer     |
|    | Germania (bandiera) | D     | Dieter Zembski       |
|    | Germania (bandiera) | C     | Harald Aumeier       |

| N. |                                 | Ruolo | Calciatore           |
| -- | ------------------------------- | ----- | -------------------- |
|    | Germania (bandiera)             | C     | Paul Breitner        |
|    | Germania (bandiera)             | C     | Matthias Bruns       |
|    | Germania (bandiera)             | C     | Wolfgang Dremmler    |
|    | Germania (bandiera)             | C     | Dietmar Erler        |
|    | Germania (bandiera)             | C     | Karl-Heinz Handschuh |
|    | Slovenia (bandiera)             | C     | Danilo Popivoda      |
|    | Bosnia ed Erzegovina (bandiera) | C     | Aleksandar Ristić    |
|    | Germania (bandiera)             | A     | Frank Holzer         |
|    | Germania (bandiera)             | A     | Uwe Krause           |
|    | Germania (bandiera)             | A     | Peter Lübeke         |

## Organigramma societario
Area tecnica
- Allenatore: Branko Zebec
- Allenatore in seconda: Heinz Patzig
- Preparatore dei portieri:
- Preparatori atletici:

## Calciomercato

### Sessione estiva
| Acquisti | Acquisti      | Acquisti           | Acquisti |
| R.       | Nome          | da                 | Modalità |
| -------- | ------------- | ------------------ | -------- |
| C        | Paul Breitner | Real Madrid        |          |
| A        | Uwe Krause    | E. Braunschweig II |          |
| A        | Peter Lübeke  | Hércules           |          |

| Cessioni | Cessioni            | Cessioni          | Cessioni |
| R.       | Nome                | a                 | Modalità |
| -------- | ------------------- | ----------------- | -------- |
| A        | Wolfgang Frank      | Borussia Dortmund |          |
| A        | Peter Lübeke        | Ajax              |          |
| A        | Norbert Stolzenburg | Duisburg          |          |

### Sessione invernale
| Acquisti | Acquisti       | Acquisti | Acquisti |
| R.       | Nome           | da       | Modalità |
| -------- | -------------- | -------- | -------- |
| C        | Harald Aumeier | Augusta  |          |

| Cessioni | Cessioni | Cessioni | Cessioni |
| R.       | Nome     | a        | Modalità |
| -------- | -------- | -------- | -------- |

## Risultati

### Bundesliga

#### Girone di andata
| Arbitro: | Burgers |

|                              |           |              |
| Meier 69’ (rig.) Pirrung 85’ | Marcatori | 50’ Popivoda |

| Arbitro: | Gabor |

|                                  |           |            |
| Dremmler 19’ Erler 76’ Frank 78’ | Marcatori | 61’ Müller |

| Arbitro: | Stäglich |

|  |           |             |
|  | Marcatori | 8’ Popivoda |

| Arbitro: | Dreher |

|                   |           |  |
| Breitner 67’, 73’ | Marcatori |  |

| Arbitro: | Engel |

|                                                              |           |  |
| Neumann 25’ Simmet 31’ Löhr 43’ van Gool 60’, 85’ Müller 63’ | Marcatori |  |

| Arbitro: | Drescher |

|                |           |  |
| Erler 26’, 44’ | Marcatori |  |

| Arbitro: | Ahlenfelder |

|                            |           |                           |
| Müller 14’, 73’ Hoeneß 44’ | Marcatori | 20’ Hollmann 72’ Breitner |

| Arbitro: | Dölfel |

|                                              |           |          |
| Breitner 14’ (rig.) Frank 27’ Merkhoffer 74’ | Marcatori | 18’ Bast |

| Arbitro: | Risse |

|                                                 |           |  |
| Hollmann 37’ Merkhoffer 63’ Breitner 80’ (rig.) | Marcatori |  |

| Arbitro: | Linn |

|             |           |  |
| Fischer 37’ | Marcatori |  |

| Arbitro: | Quindeau |

|                                                       |           |  |
| Popivoda 11’ Dremmler 27’ Merkhoffer 51’ Breitner 90’ | Marcatori |  |

| Arbitro: | Zuchantke |

|                      |           |  |
| Burgsmüller 17’, 50’ | Marcatori |  |

| Arbitro: | Frickel |

|  |           |                                                                   |
|  | Marcatori | 2’, 34’, 43’ Simonsen 60’ (rig.) Bonhof 88’ Wittkamp 89’ Del'Haye |

| Arbitro: | Schmoock |

|          |           |  |
| Grau 29’ | Marcatori |  |

| Arbitro: | Hontheim |

|               |           |  |
| Handschuh 72’ | Marcatori |  |

| Arbitro: | Kindervater |

|              |           |  |
| Herberth 45’ | Marcatori |  |

| Arbitro: | Eschweiler |

|            |           |               |
| Lübeke 28’ | Marcatori | 37’ Grabowski |

#### Girone di ritorno
| Arbitro: | Ahlenfelder |

|                                    |           |             |
| Borg 28’ Popivoda 50’ Dremmler 68’ | Marcatori | 85’ Briegel |

| Arbitro: | Wichmann |

|                                                      |           |  |
| Hoeneß 10’ Ohlicher 11’, 36’ Hitzfeld 57’ Müller 78’ | Marcatori |  |

| Arbitro: | Stäglich |

|                         |           |  |
| Grobe 29’ Handschuh 72’ | Marcatori |  |

| Arbitro: | Walz |

|                     |           |  |
| Allofs 24’ Seel 58’ | Marcatori |  |

| Arbitro: | Gabor |

|               |           |  |
| Handschuh 72’ | Marcatori |  |

| Arbitro: | Hennig |

|                           |           |              |
| Meininger 8’ Konschal 82’ | Marcatori | 68’ Popivoda |

| Arbitro: | Waltert |

|              |           |                |
| Breitner 75’ | Marcatori | 51’ Rummenigge |

| Arbitro: | Messmer |

|          |           |           |
| Woelk 1’ | Marcatori | 35’ Grobe |

| Arbitro: | Dölfel |

|  |           |               |
|  | Marcatori | 85’ Handschuh |

| Arbitro: | Drescher |

|                                     |           |             |
| Popivoda 5’ Lübeke 21’ Breitner 74’ | Marcatori | 83’ Fischer |

| Arbitro: | Biwersi |

|                                                      |           |                           |
| Volkert 22’ (rig.) Memering 40’ Zaczyk 48’ Bertl 85’ | Marcatori | 17’ Hollmann 43’ Popivoda |

| Arbitro: | Quindeau |

|  |           |                 |
|  | Marcatori | 47’ Burgsmüller |

| Arbitro: | Walz |

|                                            |           |                     |
| Bonhof 32’ (rig.) Nielsen 50’ Del'Haye 83’ | Marcatori | 37’ (rig.) Breitner |

| Arbitro: | Frickel |

|              |           |              |
| Breitner 71’ | Marcatori | 32’ Granitza |

| Arbitro: | Aldinger |

|                                     |           |            |
| Stolzenburg 9’ Seliger 64’ Worm 90’ | Marcatori | 39’ Lübeke |

| Arbitro: | Wichmann |

|                             |           |               |
| Hollmann 55’ Haebermann 66’ | Marcatori | 62’ Haunstein |

| Arbitro: | Stäglich |

|                           |           |  |
| Hölzenbein 14’ Nickel 28’ | Marcatori |  |

### Coppa di Germania
| Arbitro: | Schön |

| |           |  |
| Frank 4’, 25’ Bruns 11’ Handschuh 41’ Hollmann 45’, 56’ Popivoda 61’ Erler 70’ Breitner 77’, 87’ (rig.) | Marcatori |  |

| Arbitro: | Wichmann |

|                            |           |              |
| Dremmler 4’, 36’ Frank 80’ | Marcatori | 86’ Allgöwer |

| Arbitro: | Treib |

|  |           |                                                    |
|  | Marcatori | 24’, 88’ (rig.) Breitner 47’ Popivoda 90’ Hollmann |

| Arbitro: | Engel |

|                              |           |           |
| Brei 20’ Allofs 43’ Seel 63’ | Marcatori | 75’ Erler |

### Coppa UEFA
| Arbitro: | Menegali |

|                |           |           |
| Veremjejev 36’ | Marcatori | 30’ Frank |

| Braunschweig 28 settembre 1977 Primo turno | Eintracht Braunschweig | 0 – 0 referto | Dinamo Kiev | Stadion an der Hamburger Straße (40 000 spett.)\| Arbitro: \| Konrath \| |
| Arbitro:                                   | Konrath                |               |             |                                                                          |

| Arbitro: | Lund-Sørensen |

|            |           |  |
| Haugen 78’ | Marcatori |  |

| Arbitro: | Stec |

|                                              |           |  |
| Breitner 14’ Handschuh 47’ Hollmann 55’, 79’ | Marcatori |  |

| Arbitro: | McGinlay |

|                               |           |  |
| Lubse 66’ van der Kuijlen 70’ | Marcatori |  |

| Arbitro: | Palotai |

|           |           |                             |
| Bruns 46’ | Marcatori | 33’ van Kraaij 43’ Deijkers |

## Statistiche

### Statistiche di squadra
| Competizione      | Punti | In casa | In casa | In casa | In casa | In casa | In casa | In trasferta | In trasferta | In trasferta | In trasferta | In trasferta | In trasferta | Totale | Totale | Totale | Totale | Totale | Totale | DR  |
| Competizione      | Punti | G       | V       | N       | P       | Gf      | Gs      | G            | V            | N            | P            | Gf           | Gs           | G      | V      | N      | P      | Gf     | Gs     | DR  |
| ----------------- | ----- | ------- | ------- | ------- | ------- | ------- | ------- | ------------ | ------------ | ------------ | ------------ | ------------ | ------------ | ------ | ------ | ------ | ------ | ------ | ------ | --- |
| Bundesliga        | 32    | 17      | 12      | 3       | 2       | 32      | 15      | 17           | 2            | 1            | 14           | 11           | 38           | 34     | 14     | 4      | 16     | 43     | 53     | -10 |
| Coppa di Germania | -     | 2       | 2       | 0       | 0       | 13      | 2       | 2            | 1            | 0            | 1            | 5            | 3            | 4      | 3      | 0      | 1      | 18     | 5      | +13 |
| Coppa UEFA        | -     | 3       | 1       | 1       | 1       | 5       | 2       | 3            | 0            | 1            | 2            | 1            | 4            | 6      | 1      | 2      | 3      | 6      | 6      | 0   |
| Totale            | 32    | 22      | 15      | 4       | 3       | 50      | 19      | 22           | 3            | 2            | 17           | 17           | 45           | 44     | 18     | 6      | 20     | 67     | 64     | +3  |

### Andamento in campionato
| Giornata  | 1  | 2 | 3 | 4 | 5 | 6 | 7 | 8 | 9 | 10 | 11 | 12 | 13 | 14 | 15 | 16 | 17 | 18 | 19 | 20 | 21 | 22 | 23 | 24 | 25 | 26 | 27 | 28 | 29 | 30 | 31 | 32 | 33 | 34 |
| --------- | -- | - | - | - | - | - | - | - | - | -- | -- | -- | -- | -- | -- | -- | -- | -- | -- | -- | -- | -- | -- | -- | -- | -- | -- | -- | -- | -- | -- | -- | -- | -- |
| Luogo     | T  | C | T | C | T | C | T | C | C | T  | C  | T  | C  | T  | C  | T  | C  | C  | T  | C  | T  | C  | T  | C  | T  | T  | C  | T  | C  | T  | C  | T  | C  | T  |
| Risultato | P  | V | V | V | P | V | P | V | V | P  | V  | P  | P  | P  | V  | P  | N  | V  | P  | V  | P  | V  | P  | N  | N  | V  | V  | P  | P  | P  | N  | P  | V  | P  |
| Posizione | 13 | 8 | 4 | 3 | 9 | 4 | 8 | 5 | 3 | 6  | 4  | 5  | 8  | 12 | 9  | 12 | 12 | 11 | 11 | 11 | 12 | 12 | 12 | 12 | 10 | 10 | 7  | 10 | 11 | 12 | 12 | 13 | 13 | 13 |

Legenda:

Luogo: C = Casa; T = Trasferta. Risultato: V = Vittoria; N = Pareggio; P = Sconfitta.

### Statistiche dei giocatori
| Giocatore     | Bundesliga | Bundesliga | Bundesliga  | Bundesliga | Coppa di Germania | Coppa di Germania | Coppa di Germania | Coppa di Germania | Coppa UEFA | Coppa UEFA | Coppa UEFA  | Coppa UEFA | Totale   | Totale | Totale      | Totale     |
| Giocatore     | Presenze   | Reti       | Ammonizioni | Espulsioni | Presenze          | Reti              | Ammonizioni       | Espulsioni        | Presenze   | Reti       | Ammonizioni | Espulsioni | Presenze | Reti   | Ammonizioni | Espulsioni |
| ------------- | ---------- | ---------- | ----------- | ---------- | ----------------- | ----------------- | ----------------- | ----------------- | ---------- | ---------- | ----------- | ---------- | -------- | ------ | ----------- | ---------- |
| H. Aumeier    | 6          | 0          | 0           | 0          | 0                 | 0                 | 0                 | 0                 | 0          | 0          | 0           | 0          | 6        | 0      | 0           | 0          |
| H. Borg       | 26         | 1          | 1           | 0          | 4                 | 0                 | 0                 | 0                 | 6          | 0          | 0           | 0          | 36       | 1      | 1           | 0          |
| P. Breitner   | 30         | 10         | 5           | 0          | 4                 | 4                 | 0                 | 0                 | 5          | 1          | 0           | 0          | 39       | 15     | 5           | 0          |
| M. Bruns      | 7          | 0          | 0           | 0          | 2                 | 1                 | 0                 | 0                 | 2          | 1          | 0           | 0          | 11       | 2      | 0           | 0          |
| W. Dremmler   | 34         | 3          | 8           | 0          | 3                 | 2                 | 1                 | 0                 | 6          | 0          | 0           | 0          | 43       | 5      | 9           | 0          |
| D. Erler      | 16         | 3          | 1           | 0          | 4                 | 2                 | 0                 | 0                 | 4          | 0          | 0           | 0          | 24       | 5      | 1           | 0          |
| W. Frank      | 8          | 2          | 0           | 0          | 2                 | 3                 | 0                 | 0                 | 2          | 1          | 0           | 0          | 12       | 6      | 0           | 0          |
| B. Franke     | 32         | 0          | 0           | 0          | 3                 | 0                 | 0                 | 0                 | 6          | 0          | 0           | 0          | 41       | 0      | 0           | 0          |
| W. Grobe      | 21         | 2          | 7           | 0          | 3                 | 0                 | 0                 | 0                 | 3          | 0          | 0           | 0          | 27       | 2      | 7           | 0          |
| W. Grzyb      | 5          | 0          | 0           | 0          | 2                 | 0                 | 0                 | 0                 | 2          | 0          | 0           | 0          | 9        | 0      | 0           | 0          |
| F. Haebermann | 30         | 1          | 0           | 0          | 3                 | 0                 | 0                 | 0                 | 6          | 0          | 0           | 0          | 39       | 1      | 0           | 0          |
| U. Hain       | 3          | 0          | 0           | 0          | 1                 | 0                 | 0                 | 0                 | 0          | 0          | 0           | 0          | 4        | 0      | 0           | 0          |
| K. Handschuh  | 29         | 4          | 2           | 0          | 2                 | 1                 | 0                 | 0                 | 5          | 1          | 0           | 0          | 36       | 6      | 2           | 0          |
| R. Hollmann   | 24         | 4          | 3           | 0          | 3                 | 3                 | 0                 | 0                 | 4          | 2          | 0           | 0          | 31       | 9      | 3           | 0          |
| F. Holzer     | 1          | 0          | 0           | 0          | 0                 | 0                 | 0                 | 0                 | 0          | 0          | 0           | 0          | 1        | 0      | 0           | 0          |
| U. Krause     | 2          | 0          | 0           | 0          | 0                 | 0                 | 0                 | 0                 | 0          | 0          | 0           | 0          | 2        | 0      | 0           | 0          |
| P. Lübeke     | 16         | 3          | 2           | 0          | 1                 | 0                 | 0                 | 0                 | 0          | 0          | 0           | 0          | 17       | 3      | 2           | 0          |
| F. Merkhoffer | 34         | 3          | 4           | 0          | 4                 | 0                 | 0                 | 0                 | 5          | 0          | 0           | 0          | 43       | 3      | 4           | 0          |
| D. Popivoda   | 29         | 7          | 2           | 0          | 4                 | 2                 | 0                 | 0                 | 6          | 0          | 0           | 0          | 39       | 9      | 2           | 0          |
| A. Ristić     | 6          | 0          | 0           | 0          | 0                 | 0                 | 0                 | 0                 | 2          | 0          | 0           | 0          | 8        | 0      | 0           | 0          |
| D. Zembski    | 33         | 0          | 1           | 0          | 4                 | 0                 | 0                 | 0                 | 6          | 0          | 0           | 0          | 43       | 0      | 1           | 0          |